# Zawada, Nowomiejski
Zawada [zaˈvada] (tiếng Đức: Annenwalde)  là một ngôi làng thuộc khu hành chính của Gmina Biskupiec, thuộc huyện Nowomiejski, Warmińsko-Mazurskie, phía bắc Ba Lan. Nó nằm khoảng 6 kilômét (4 mi)   phía đông Biskupiec, 15 km (9 mi) về phía tây bắc của Nowe Miasto Lubawskie và 77 km (48 mi) về phía tây nam của thủ đô khu vực Olsztyn.